# Pedaria rosemariae
Pedaria rosemariae là một loài bọ cánh cứng trong họ Bọ hung (Scarabaeidae).